# Font de Sant Ramon

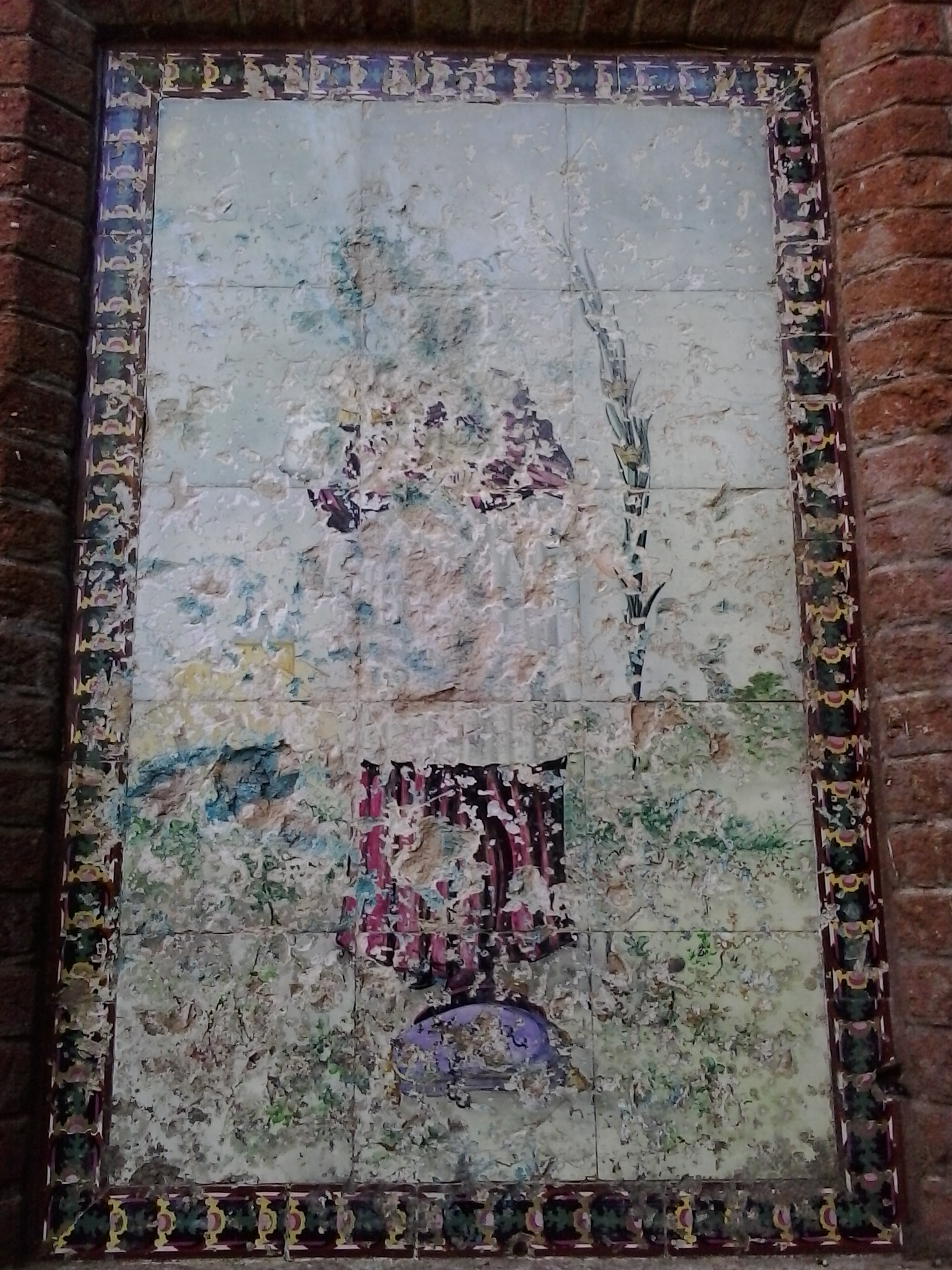
Mural de la font de Sant Ramon

La Font de Sant Ramon és una font d'aigua no potable dins dels límits del Parc Natural de Collserola. És a 300 msnm, a la zona de Santa Maria de Vallvidrera, just sota Vil·la Molitor. El seu nom prové del que era propietari dels terrenys on se situa, quan aquesta va ser construïda. La font està composta per diversos elements que en fan una construcció de grans dimensions. Sobre de tot hi ha una caseta de totxo vist, on hi ha un mosaic amb la imatge del sant (avui en dia molt deteriorada). La caseta està rematada amb una teulada en volta, també feta de totxana. Sota la caseta hi ha la mina, tancada per una porta de ferro. De la mina surt un tub de coure per on raja l'aigua, que va a parar a un petit estanyol amb pedrís central. Per a accedir a l'estanyol i a la surgència hi ha uns cinc esglaons de pedra.